# Jetětice
Jetětice (en allemand : Jetietitz) est une commune du district de Písek, dans la région de Bohême-du-Sud, en République tchèque. Sa population s'élevait à 336 habitants en 2020.

## Géographie
Jetětice se trouve à 14 km au nord-est de Písek, à 48 km au nord-nord-ouest de Ceské Budejovice et à 78 km au sud de Prague.
La commune est limitée par Květov au nord, par Stehlovice et Křenovice à l'est, par Podolí I au sud-est, par Temešvár au sud-ouest, et par Oslov à l'ouest.

## Histoire
La première mention écrite du village date de 1251.

## Administration
La commune se compose de deux quartiers :
- Červená
- Jetětice

## Patrimoine

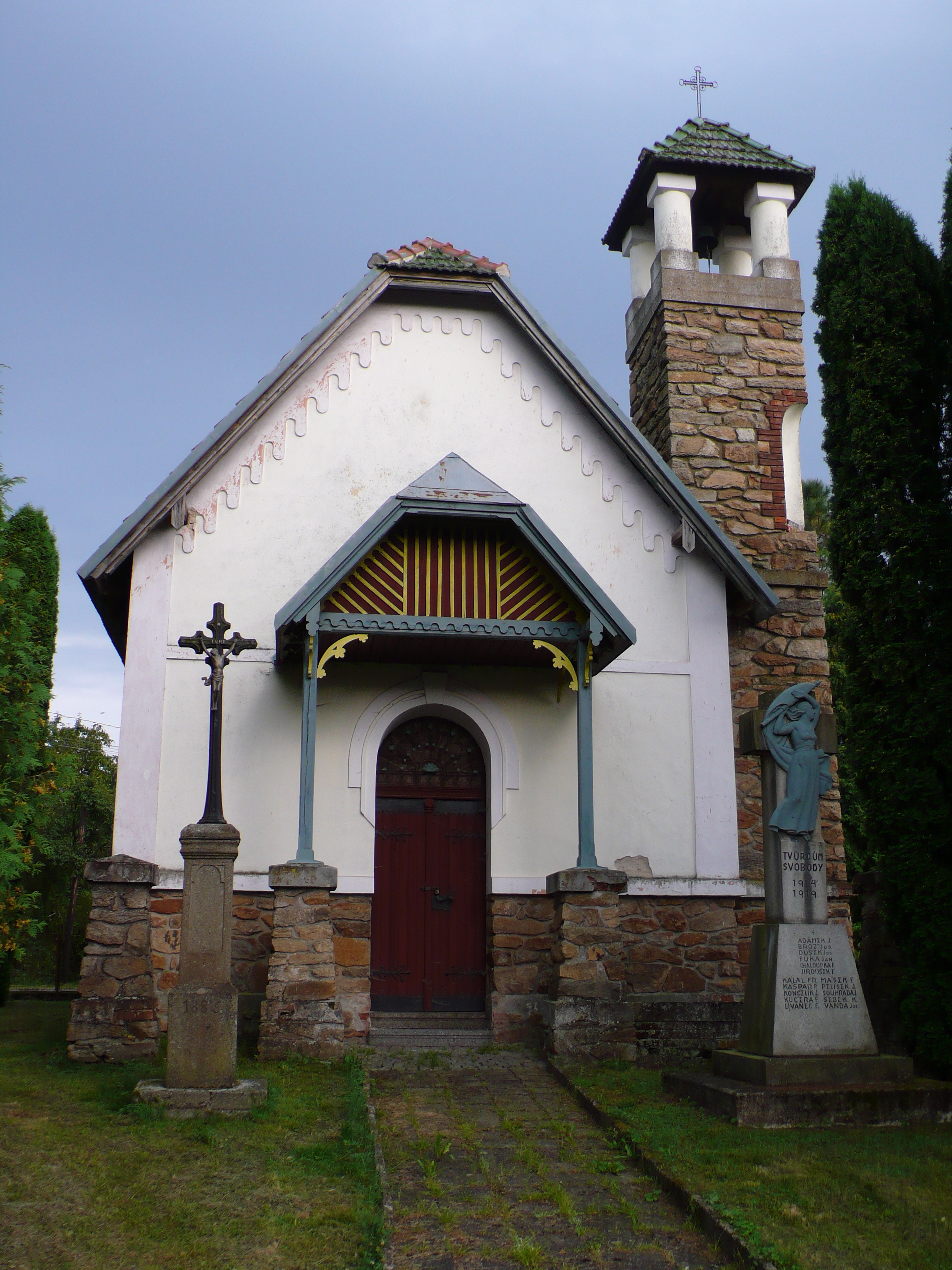
Chapelle Notre-Dame.

## Transports
Par la route, Jetětice se trouve à 18 km de Písek, à 38,5 km de Tábor, à 57,5 km de Ceské Budejovice et à 111 km de Prague.
La commune est desservie par la ligne de chemin de fer Ražice – Písek – Milevsko – Tábor, ouverte en 1889. Un pont métallique long de 253 m et haut de 68 m lui permet de franchir la Vltava au moyen de deux piliers.

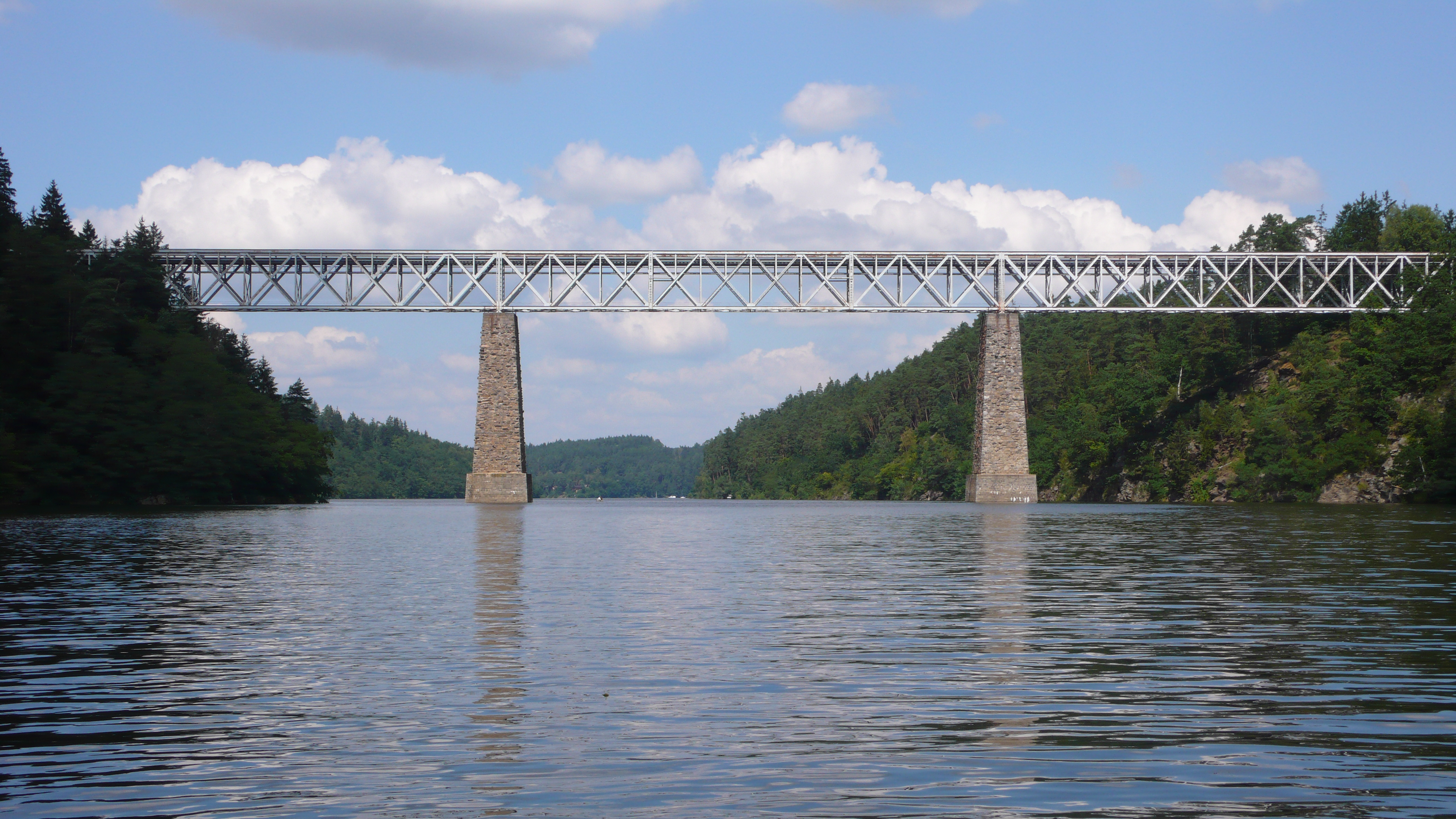
Pont ferroviaire sur la Vltava.